# Cycloderus
Cycloderus es un género de coleóptero de la familia Pyrochroidae.

## Ciclo de vida
Las larvas ''Cycloderus'' viven como depredadores bajo la corteza de los árboles muertos. El desarrollo larvario puede tardar entre 2 y 3 años. Algunas especies ponen huevos en la madera dañada por incendios forestales, estas tienen órganos sensoriales sensibles a radiación infrarroja y pueden detectar un incendio forestal desde una gran distancia. Luego retornan para poner huevos en los troncos recién quemados. Los escarabajos adultos comen diversos líquidos azucarados, como la melaza producida por pulgones y la savia que rezuma. También se pueden encontrar en las flores donde beben néctar. Algunas especies producen la toxina cantaridina, que se cree que desempeña un papel en la atracción entre los sexos.

## Taxonomía
- El orden de escarabajos: Coleoptera.[1]
  - Suborden Polyphaga
    - Grupo (infraorden) Cucujiformia
      - Superfamilia Heterómeros, Tenebrionoidea Latreille, 1802
        - Escarabajos cardenales de la familia, Pyrochroidae Latreille, 1807
          - Subfamilia Pilipalpinae Abdullah, 1964
            - El género Cycloderus Solier, 1851
              - Cycloderus hirsutus Pollock, 1995
              - Cyclodereus immaculicollis Pollock, 1995
              - Cycloderus maculicollis (Blanchard, 1853)
              - Cycloderus planipennis Fairmaire y Germain, 1861
              - Cycloderus rubricollis Solier, 1851
              - Cycloderus signaticollis Fairmaire y Germain, 1861